# Parma Calcio 1913
Pour les articles homonymes, voir PFC.
Maillots
Actualités
Le Parma Calcio 1913 (Parme Football 1913) est un club de football italien de la ville de Parme en Émilie-Romagne, fondé le 27 juillet 1913 sous le nom de Verdi Football Club, puis renommé le 16 décembre 1913 en Parma Foot Ball Club. L'équipe première a ses quartiers au stade Ennio Tardini.
Les Gialloblù en français : « jaunes et bleus » ont connu leur apogée sportif dans les années 1990 lorsque, sponsorisés notamment par l'entreprise Parmalat, ils remportent quatre coupes d'Europe (Coupe des coupes en 1993, Coupe UEFA en 1995 et 1999 et Supercoupe UEFA en 1993).
Miné par de gros problèmes financiers dans les années 2010, le club est déclaré en faillite et une nouvelle entité est créée en 2015, la Società Sportiva Dilettantistica Parma Calcio 1913.
Après avoir été reléguée en Serie D, l'équipe a réalisé l'exploit unique dans l'histoire du football italien d'obtenir trois montées successives pour revenir en Serie A en 2018-2019.
Parme a remporté huit titres majeurs de son histoire (ainsi qu'un titre de Série B). Ces honneurs en font la onzième équipe la plus titrée de l'histoire du football italien en nombre de trophées majeurs remportés, la quatrième équipe la plus titrée en compétition européenne, après le Milan AC, la Juventus et Inter Milan, et l'un des treize clubs italiens à avoir gagné plusieurs titres majeurs.

## Histoire du club

### 1913-1989: Genèse et divisions inférieures
Le club est fondé le 27 juillet 1913 sous le nom de « Verdi Football Club », en hommage à Giuseppe Verdi, né dans la région de Parme, puis renommé quelques mois plus tard Parma Football Club, le 16 décembre 1913.
Lors de la saison 1919-1920, le club entame un projet visant à construire un nouveau stade, inauguré trois ans plus tard : le stade Ennio-Tardini, dont le nom rend hommage à un ancien président du club. Les Parmesans font une brève apparition en première division du championnat d'Italie lors de la saison 1925-1926. Renommé Parma Associazione Sportiva, le club devient un habitué des deuxième et troisième niveaux du football italien : la Série B et la Série C.
Durant les années 1950, le club n'arrive toujours pas à se stabiliser dans une division, connaissant à plusieurs reprises des montées et des relégations en Série B et Série C. Malgré cette situation, Parme participe tout de même à une coupe européenne, s'inclinant face au club suisse de l'AC Bellinzona en Coupe des Alpes, lors de la saison 1960-1961.

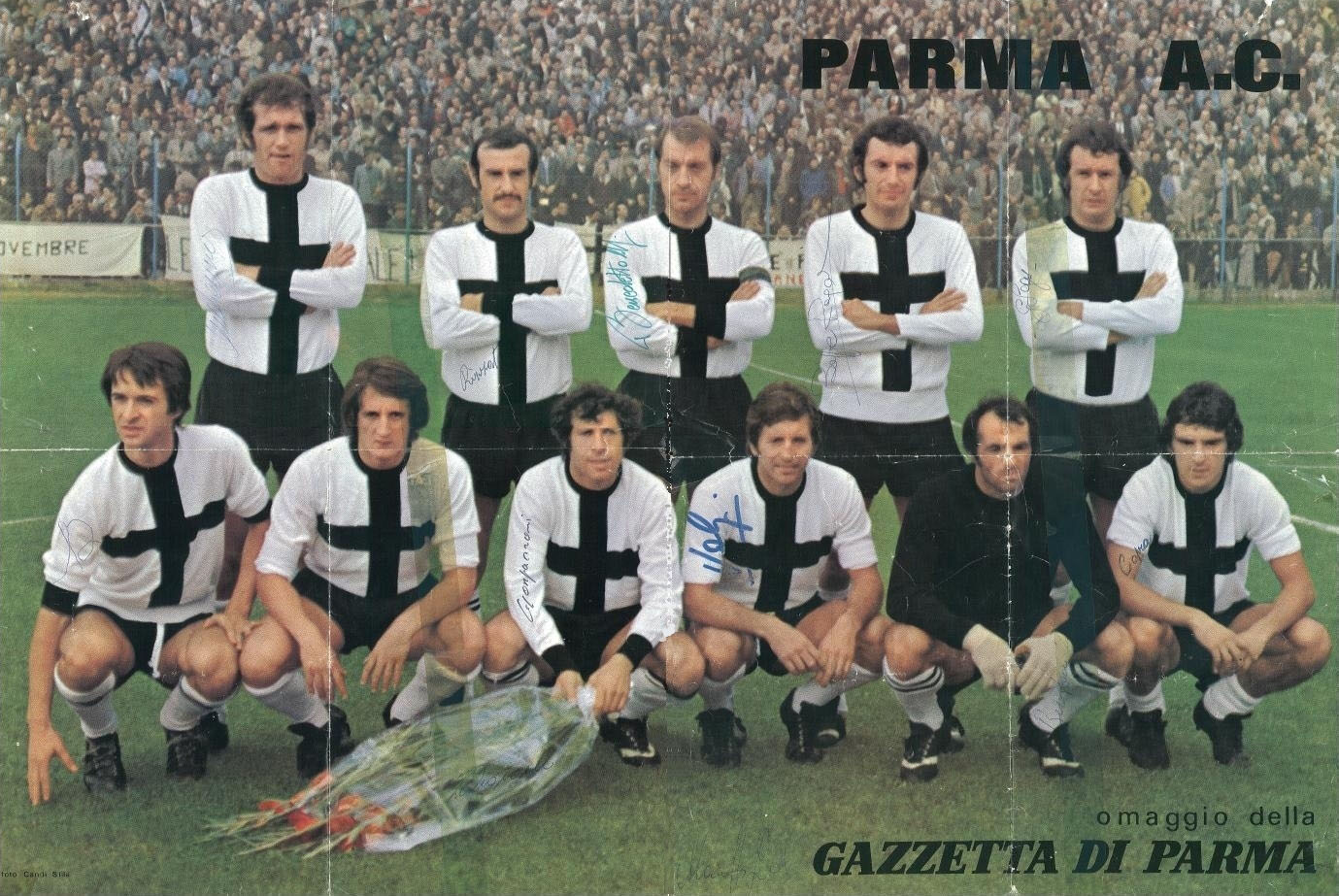
Parme 1973-1974

À la fin des années 1960, le club connaît de graves difficultés financières, qui provoquent sa chute en Série D puis sa liquidation. En 1970, l'institution fusionne avec l'« AC Parmense », fondée deux ans auparavant, et renaît sous le nom d‘Associazione Calcio Parma. L'équipe parmesane fait plusieurs apparitions en Série B, sans parvenir à se stabiliser.
Les années 1980 voient la société italienne Parmalat investir progressivement dans le club. L'équipe retrouve la Série B sous les ordres de Cesare Maldini, puis parvient à s'y maintenir à partir de 1986, sous la houlette d'un entraîneur alors débutant, un certain Arrigo Sacchi. Ce dernier est remarqué par Silvio Berlusconi lors d'une confrontation avec l'AC Milan en coupe d'Italie et il est débauché pour rejoindre les Rossoneri.

### 1989-2003: Les années Parmalat
En 1989, les dirigeants font appel au jeune entraîneur Nevio Scala, qui mène le club à la quatrième place après une dernière victoire devant la Reggina lors du derby dell'Enza, et permet une promotion historique en Serie A. Celle-ci conduit le président de la Parmalat, Calisto Tanzi, à prendre le contrôle du club aux dépens de la famille Ceresini qui le dirigeait jusqu'alors. Les internationaux suédois, belge et brésilien Tomas Brolin, Georges Grun et Claudio Taffarel rejoignent l'équipe. L'année suivante, Parme termine à la sixième place du championnat, qualificative pour la Coupe UEFA. En Europe la saison suivante, le club est éliminé dès le premier tour par le CSKA Sofia, concédant le match nul un but partout au match retour à Parme (0-0 à l'aller). Lors de cette même saison, le Parma FC remporte son premier trophée national : la Coupe d'Italie, face à la Juventus.

Vainqueur de la Coupe d'Europe des vainqueurs de coupe 1993.

La saison suivante, renforcée notamment par le recrutement de Sergio Berti, l'équipe se hisse à la troisième place du calcio. Participant à la Coupe d'Europe des vainqueurs de coupes, elle écarte notamment l'Atlético de Madrid et l'AC Sparta Prague avant de remporter la première coupe européenne de l'histoire du club face aux Belges du Royal Antwerp Football Club au Wembley Stadium de Londres (3-1).

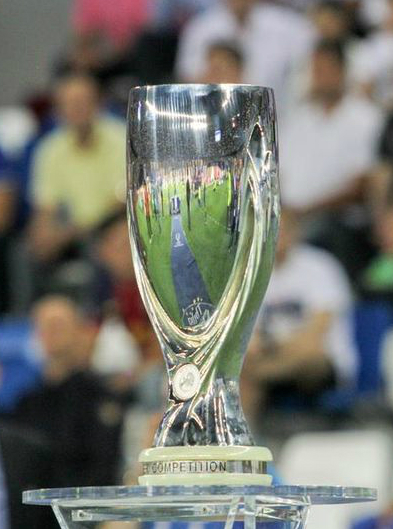
Parme, soulève la Supercoupe de l'UEFA 1993.

Qualifiée à ce titre pour la Supercoupe de l'UEFA 1993, elle l'emporte sur le Milan AC (0-1, 0-2 a.p.). Tenante du titre, l'équipe est de nouveau qualifiée pour la Coupe des Coupes en 1993-1994. Après avoir notamment éliminé l'Ajax Amsterdam et le Benfica Lisbonne, les Parmesans se hissent à nouveau en finale mais s'inclinent cette fois face aux Anglais d'Arsenal à Copenhague (0-1).
En 1994, Fernando Couto et Dino Baggio rejoignent les Gialloblù, qui terminent deuxièmes ex æquo du championnat, à dix points de la Juventus.
Ils remportent cependant la Coupe UEFA face à leurs rivaux de Turin (1-0, 1-1), après avoir écarté les Allemands du Bayer Leverkusen lors de la demi-finale.

Vainqueur de la Coupe de l'UEFA 1995 Match aller (1-0).
Vainqueur de la Coupe de l'UEFA 1995 Match retour (1-1).

Il s'agit alors de la troisième finale européenne consécutive. Cette série de finales s'achève en quarts de la Coupe des Coupes 1995-1996 contre le Paris Saint-Germain.
Lors de la saison 1996-1997, Carlo Ancelotti remplace Nevio Scala, et devient le premier entraîneur à qualifier le club en Ligue des champions. Malgré l'arrivée de joueurs tels que Gianluigi Buffon, Fabio Cannavaro, Lilian Thuram, Juan Sebastián Verón, Alain Boghossian, Enrico Chiesa ou encore Hernán Crespo, Parme n'arrive cependant pas à passer la phase de groupes. En championnat, l'équipe termine seconde, à deux points de la Juventus.

Vainqueur de la Coupe de l'UEFA 1999.

Deux ans plus tard, Parme remporte une deuxième coupe de l'UEFA aux dépens de l'Olympique de Marseille (3-0), au Stade Loujniki de Moscou. En 1999 également, les Parmesans s'imposent une nouvelle fois en Coupe d'Italie contre la Fiorentina, performance réitérée en 2002 face à la Juventus. L'effectif est alors très cosmopolite avec des joueurs tels que Sebastien Frey, Roberto Sensini, Savo Milošević, Matías Almeyda, Sabri Lamouchi ou Hidetoshi Nakata. Le club connait deux autres passages en Ligue des champions lors des années 1999 et 2001 mais ne dépassera jamais le troisième tour de la compétition (éliminé successivement par les Glasgow Rangers, puis le LOSC).

### 2003-2014: Difficultés économiques et sportives

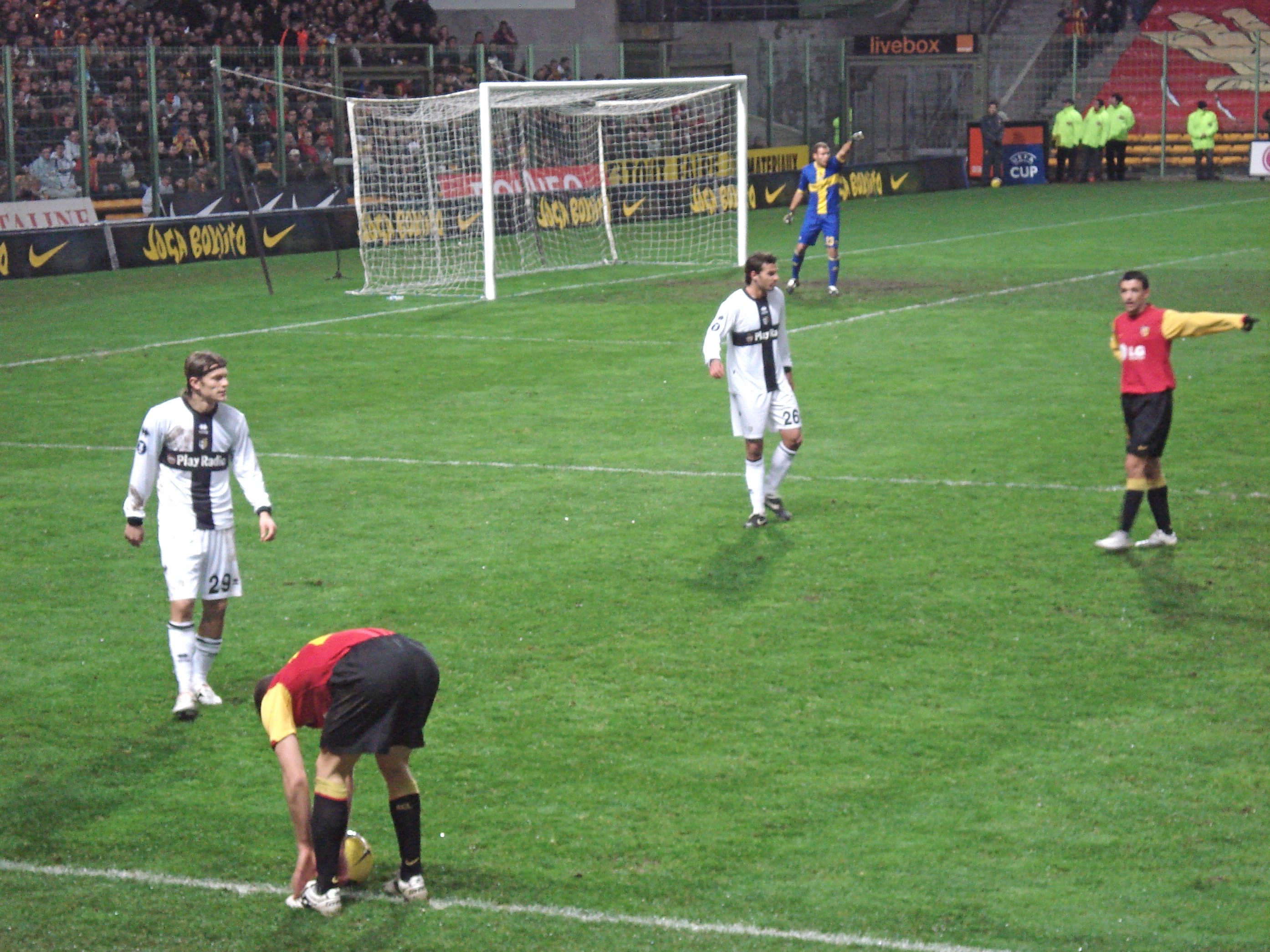
Match de Coupe UEFA en 2006, contre Lens.

Dirigé par Cesare Prandelli à partir de mai 2002, Parme s'incline en Supercoupe d'Italie face à la Juventus (2-1), lors d'une finale disputée... en Libye, au stade du 11 Juin. En 2003, un scandale financier frappe Parmalat et affecte le fonctionnement du club. Le club termine une nouvelle fois cinquième du championnat d'Italie en 2004, mais doit faire face à de graves difficultés économiques. Tout proche de la relégation en 2005, l'équipe ne doit son maintien qu'à une victoire en barrage face à Bologne. Le club change d'identité cette année-là et redevient le Parma Football Club, son nom originel. Un an après ce maintien, les Parmesans se qualifient pour la Coupe UEFA 2005-2006, à la suite de l'affaire des matches truqués du Calcio et au reclassement du club à la septième place.

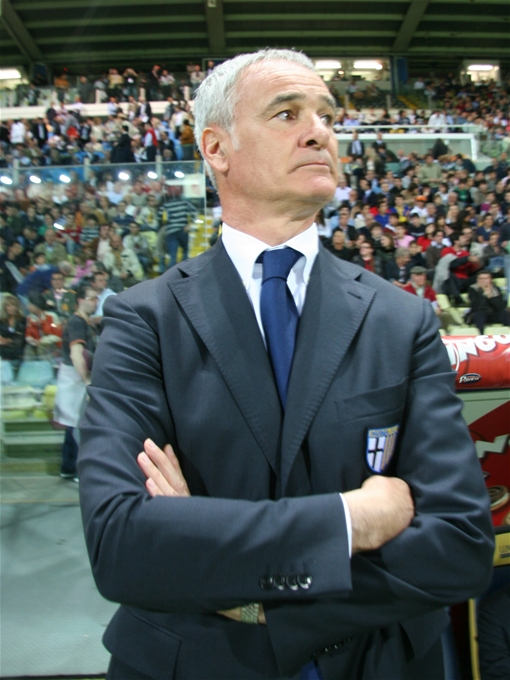
Claudio Ranieri, entraîneur du Parme FC en 2007.

Le 25 janvier 2007, Tommaso Ghirardi, jeune entrepreneur italien, rachète le club parmesan pour 24 millions de dollars. Quelques mois après sa nomination, il fait appel à Claudio Ranieri pour sauver le club de la relégation, ce que ce dernier parvient à faire avant de présenter sa démission en fin de saison. Parme termine son parcours européen face aux Portugais du Sporting Braga en 16e de finale après avoir franchi le premier tour contre le Rubin Kazan puis être sorti d'un groupe composé du RC Lens, d'Odense, de Heerenveen et d'Osasuna.
Le 18 mai 2008, le club est relégué en Serie B, après avoir terminé avant-dernier du Calcio.
La saison suivante, Francesco Guidolin remplace Luigi Cagni au poste d'entraîneur. Le 16 mai 2009, le Parme Football Club est assuré de remonter en Série A, sans toutefois parvenir à remporter le championnat (devancé par l'AS Bari). En 2010, les Parmesans finissent leur championnat à la huitième position, ratant de peu un retour en Coupe d'Europe. Durant l'intersaison 2010, Pasquale Marino succède à Francesco Guidolin, parti à l'Udinese.
En avril 2011, Pasquale Marino est limogé à cause des mauvais résultats du club. Il est remplacé par Franco Colomba, qui redresse la barre et termine en douzième position.
Lors de la saison 2013-2014, le club se classe 6e de la Serie A sous les ordres de Roberto Donadoni, mais ne peut participer à la Ligue Europa 2014-2015 en raison du non-respect des règles du fair-play financier.

### 2015-2018: Faillite, création de Parma Calcio 1913 et remontées

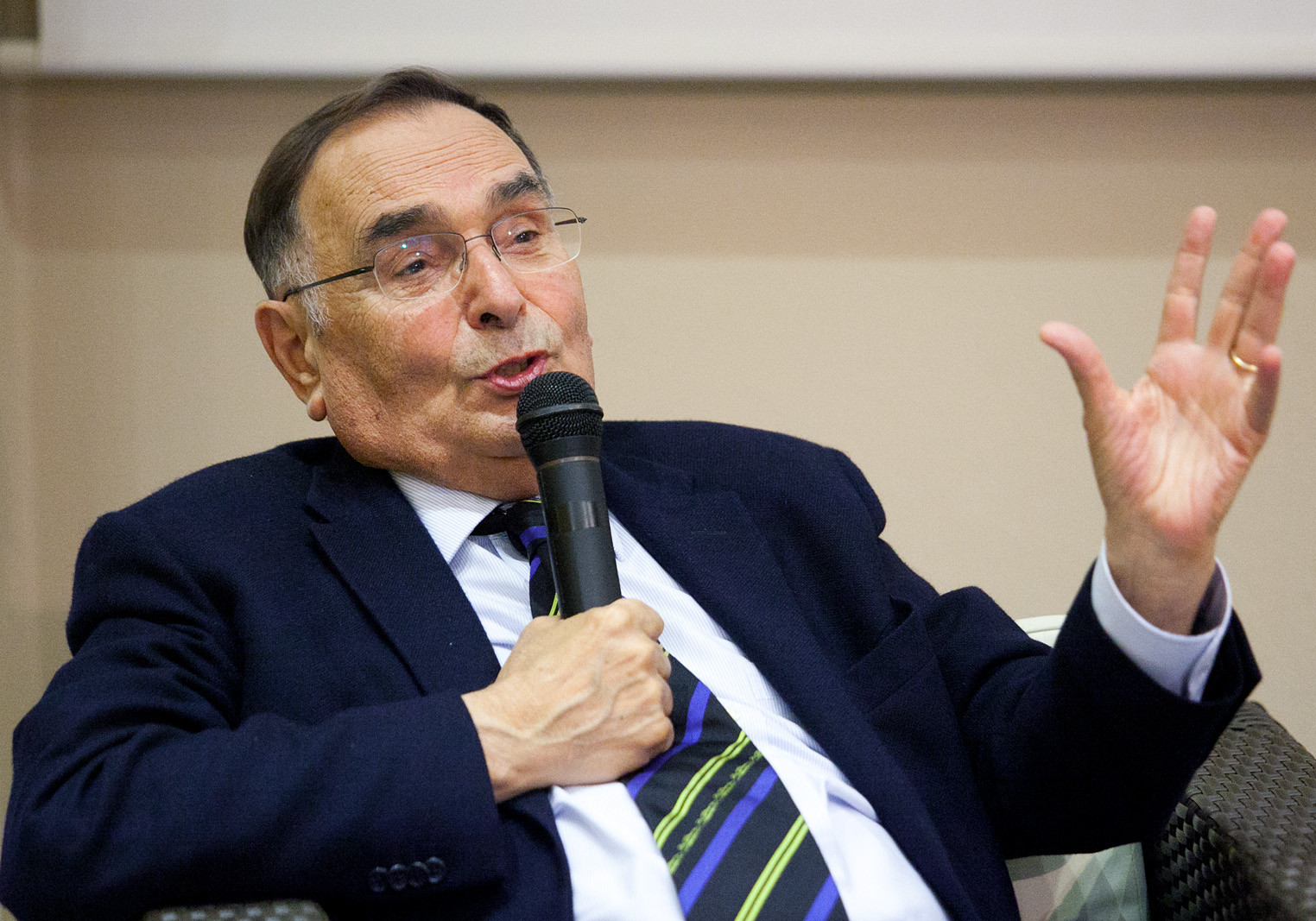
En 2015, Gian Paolo Dallara investit dans la S.S.D. Parma Calcio 1913.

Miné une nouvelle fois par de gros problèmes financiers, le club est officiellement déclaré en faillite le 19 mars 2015 et son président, Giampetro Manenti, est placé en prison. Sportivement, l'équipe finira dernière de Serie A avec seulement 19 points au classement. Le club est rétrogradé en Serie D par décision du Conseil Fédéral du Calcio le 22 juin 2015
Le 27 juillet 2015, une nouvelle société est enregistrée auprès de la FIGC et admise en Serie D. La Società Sportiva Dilettantistica Parma Calcio 1913, communément appelée Parma Calcio 1913 est fondée.
Le club est soutenu à titre privé par plusieurs industriels locaux, représentant la ville de Parme au détriment d'un autre candidat, le Magico Parma. Parmi les nouveaux investisseurs, on retrouve Guido Barilla (copropriétaire du groupe Barilla), Paolo Pizzarotti (président d'Impresa Pizzarotti), Mauro Del Rio et Gian Paolo Dallara (propriétaire de Dallara Automobili).
Contre 50.000€, la nouvelle entité rachète alors les trophées du club qui avaient été vendus précédemment pour renflouer les dettes.
Lors de la saison 2015-2016, le club est promu en Serie C, puis remonte en Serie B durant la saison suivante. La société est ensuite reprise par des investisseurs chinois (le groupe Desports dirigé par Jiang Lizhang, devenu nouveau président du club). La nouvelle direction fait alors revenir Hernán Crespo, qui rejoint l'organigramme du club.
Le 18 mai 2018, lors de la 42e journée de Serie B, Parme bat le Spezia Calcio sur le score de 2 à 0, avec des buts de Ceravolo et Ciciretti, en espérant un faux pas de Frosinone, qui arriva dans les ultimes minutes du match contre Foggia (2-2). Ces résultats propulsent Parme en Serie A. Le travail de l'entraineur Roberto D'Aversa et de la direction du club sont mis en avant, sans oublier Alessandro Lucarelli, défenseur et capitaine, qui est resté fidèle au club et le ramena parmi l'élite. Parme réalise l'exploit alors unique d'obtenir trois promotions successives de la Serie D (2015), en Serie C (2016), puis en Serie B (2017) et enfin en Serie A (2018). Pendant un temps, cette dernière montée est entachée d'un soupçon de corruption donnant lieu à une sanction, qui sera réduite en appel.
En octobre 2018, le club change d'actionnaire majoritaire et repasse sous contrôle italien. Le groupe Nuovo Inizio augmente alors sa participation dans le club de 30 à 60% du capital. 30% restent à Desports et 10% à la société Parma Partecipazioni Calcistiche, qui regroupe les supporters du club.
Le 18 septembre 2020, le club passe sous pavillon américain après avoir été racheté par le groupe Krause, qui prend 90% des parts.
Le 1er mai 2024, le Parma Calcio s'assure mathématiquement la remontée en Serie A à l'issue de son 3ème championnat consécutif en Serie B.

## Identité du club

### Changements de nom
- 1913-1930 : Parma Foot Ball Club
- 1930-1967 : Parma Associazione Sportiva
- 1967-1969 : Parma Football Club
- 1969-2004 : Parma Associazione Calcio
- 2004-2015 : Parma Football Club
- 2015-2016 : SSD Parma Calcio 1913
- depuis 2016 : Parma Calcio 1913

### Logo
Le club parmesan affiche ses deux couleurs, le jaune et le bleu, sur son logo. En 2005, en raison d'un changement de nom du club, Parma FC remplace Parma AC.

1970-2000 et 2001-2004
2004-2015
Logo du centenaire
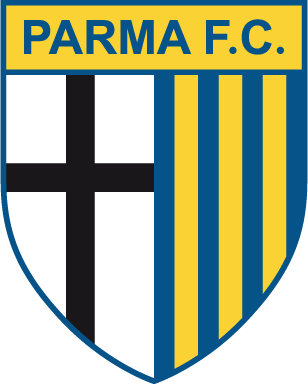
2014-2015
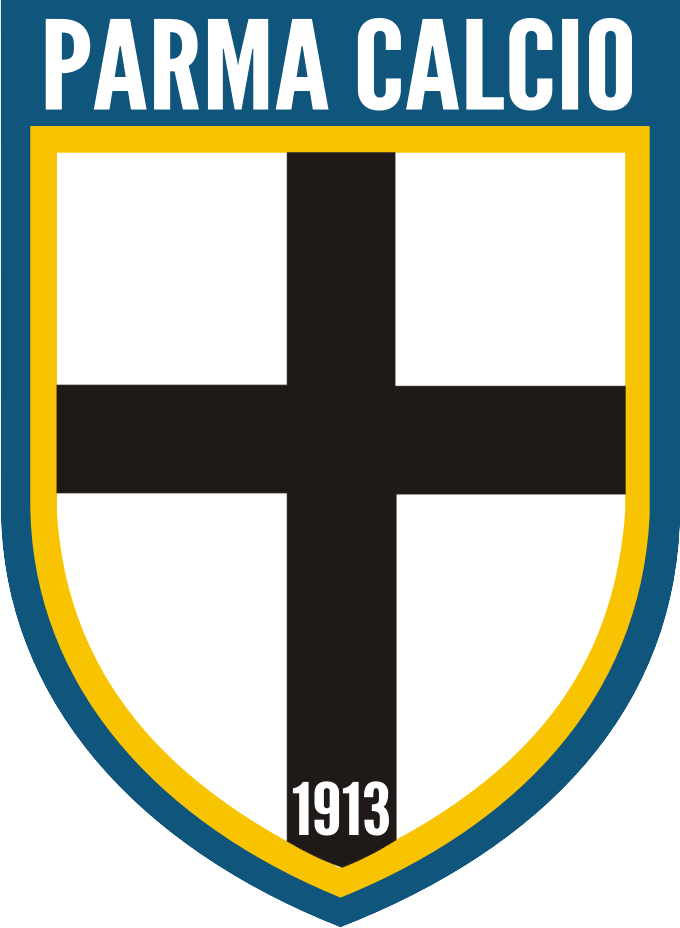
2015-2016
Depuis 2016

## Palmarès
Le tableau suivant récapitule les performances du Parma Football Club dans les diverses compétitions italiennes et européennes. Les Parmesans n'ont jamais réussi à s'imposer en Série A, terminant au mieux à la seconde place.
| Compétitions internationales | Compétitions nationales et tournois divers |
| --- | --- |
| - Coupe UEFA : (2) - Vainqueur : 1995 et 1999 - Coupe des coupes : (1) - Vainqueur : 1993 - Finaliste : 1994 - Supercoupe de l'UEFA : (1) - Vainqueur : 1993 | - Championnat d'Italie : - Vice-champion : 1997 - Coupe d'Italie : (3) - Vainqueur : 1992, 1999 et 2002 - Finaliste : 1995 et 2001 - Supercoupe d'Italie : (1) - Vainqueur : 1999 - Finaliste : 1992, 1995 et 2002 - Serie B : (1) - Vainqueur : 2024 - Vice-champion : 1929, 2009 et 2018 - Serie C : (4) - Vainqueur : 1954, 1973, 1984, 1986 - Serie D : (2) - Vainqueur : 1970, 2016 |

En août 2015, le club doit vendre ses trophées pour éponger ses dettes, mais les rachète deux mois plus tard à la suite du changement de propriétaire.

## Structures du club

### Infrastructures

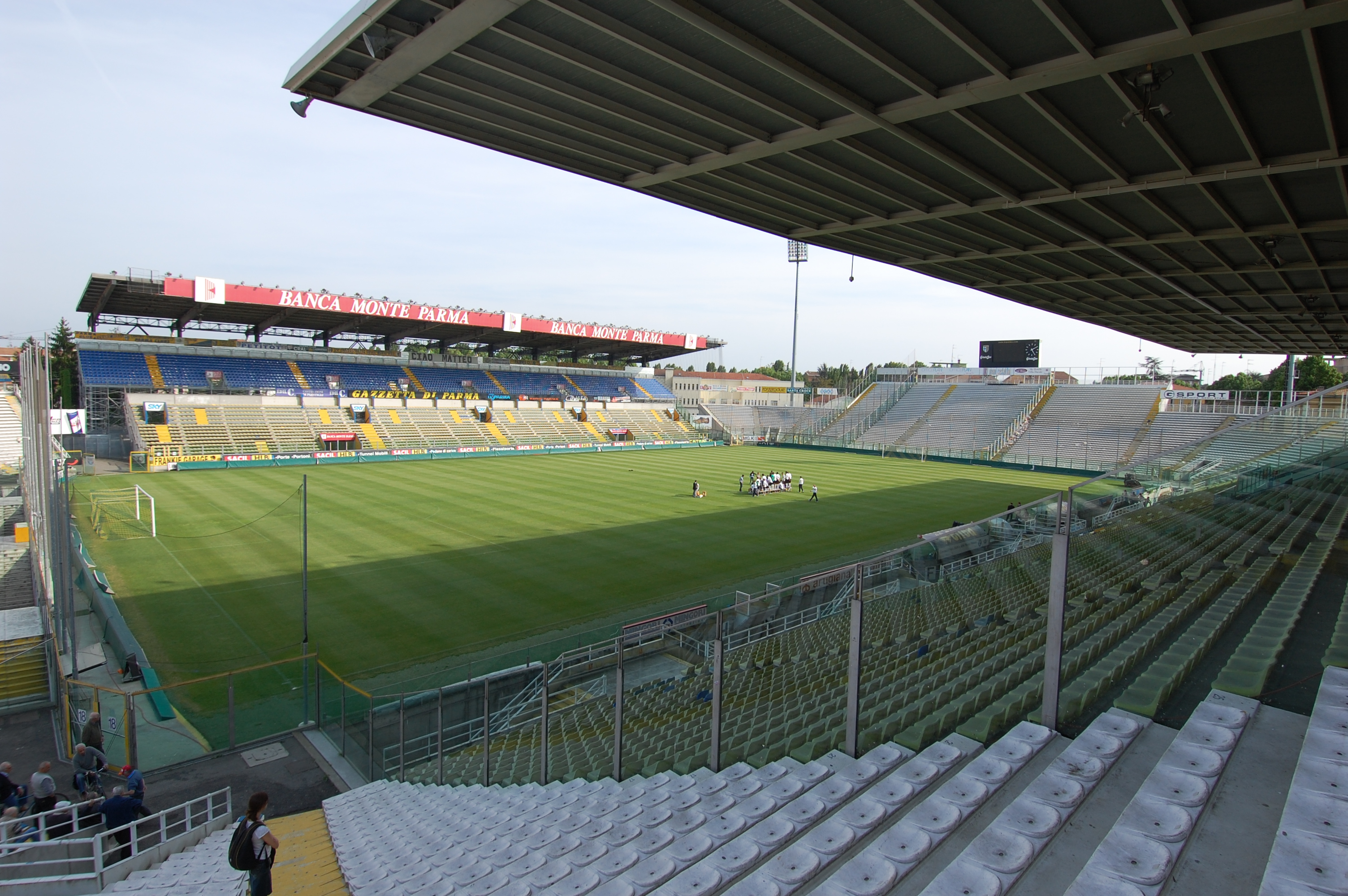
Stade Ennio-Tardini.

Le Stade Ennio Tardini est depuis 1923 le stade où évolue le Parma Football Club.
D'abord appelé Stade Municipal, il prit le nom d'un ancien président du club quelques mois plus tard, Ennio Tardini, qui était à l'origine de la construction du stade.
L'enceinte sportive est la propriété de la municipalité.
Le stade connaît plusieurs liftings, notamment lors des années 1990 lorsque le club parmesan monte en Série A. Le Stade Ennio Tardini devient ainsi le dix-neuvième stade d'Italie en nombre de places disponibles, derrière le Stade Euganeo de Padoue, avec une capacité de 27 906 places.
Si l'Italie avait obtenu l'organisation de l'Euro 2016, sa capacité aurait été portée à 31 397 places.

### Aspects juridiques et économiques

#### Sponsors
Le Parma Football Club est sponsorisé depuis 1981. Le premier accord fut signé avec Prosciutto Parma en 1981. Depuis, le club parmesan a arboré les noms de Parmalat (1987-2005), Cariparma (2003-2004), Mr Day (2000-2001), Joy (2001-2002), Santal (2001-2004), Champion (2004-2005), Fidenza Village (2005-2006), ABO Project (2005-2006), Tecnocasa (2005-2006), Silver Cross (2005-2006), Gimoka (2006-2007), Play Radio (2006-2007), Kome (2007-2008), Il Granchio (2007-2008), Metella (2008-2009), Banca Monte Parma (2008-2009), Navigare (2009-2012), Folletto (2012-2016), Aon (2016-), Cetilar (2017-).

#### Équipementiers
Puma est depuis 2023 l'équipementier officiel du club parmesan.
Les équipementiers qui ont précédé Puma sont Umbro, pendant plus de dix ans, de 1984 à 1995, puis Puma (1995-1998), Lotto (1998-1999), la marque américaine Champion, de 1999 à 2006 et Erreà, durant seize saisons, de 2006 à 2023, le siège de la marque étant à treize kilomètres de Parme, à Torrile.

## Joueurs et personnages du club

### Présidents
Parme a eu au cours de son histoire de nombreux présidents, dont voici la liste complète :
| Rang | Nom                                   | Période   |
| ---- | ------------------------------------- | --------- |
| 1    | Violi, Porcelli & Spaggiari           | 1913-1914 |
| 2    | Carlo Melli & Alberto Poletti         | 1914-1915 |
| 3    | Ing. Tedeschi                         | 1919-1920 |
| 4    | Conte L. Lusignani                    | 1920-1921 |
| 5    | Ennio Tardini                         | 1921-1923 |
| 6    | Gabbi                                 | 1923-1924 |
| 7    | Giuseppe Muggia & Amoretti            | 1924-1925 |
| 8    | Aldo Ortali                           | 1925-1926 |
| 9    | Giovanni Canali                       | 1926-1928 |
| 10   | Emilio Grossi                         | 1928-1929 |
| 11   | Giuseppe Amoretti                     | 1929-1930 |
| 12   | Cesare Minelli                        | 1930-1935 |
| 13   | Emilio Grossi                         | 1935-1936 |
| 14   | Filippo Bonati                        | 1936-1937 |
| 15   | Nino Medioli                          | 1937-1938 |
| 16   | Gioremo Perrosseto                    | 1938-1940 |
| 17   | Giuseppe Scotti                       | 1940-1943 |
| 18   | Giorgio Zanichelli                    | 1945-1946 |
| 19   | Raimondo Bortesi                      | 1946-1947 |
| 20   | Amerigo Ghirardi                      | 1947-1948 |
| 21   | Bruno Avanzini                        | 1948-1951 |
| 22   | Bonifazio Lupi di Soragna             | 1951-1953 |
| 23   | Agnetti, Del Frate, Campanini & Viani | 1953-1954 |
| 24   | Fabrizio Cartolari                    | 1954-1958 |

| Rang | Nom                     | Période   |
| ---- | ----------------------- | --------- |
| 25   | Giuseppe Agnetti        | 1958-1965 |
| 26   | Walter Molinari         | 1965-1966 |
| 27   | Gino Camorali           | 1966-1967 |
| 28   | Vittorio Blarzino       | 1967-1968 |
| 29   | Zanichelli & Pizzighoni | 1968-1969 |
| 30   | Ermes Foglia            | 1969-1973 |
| 31   | Arnaldo Musini          | 1973-1976 |
| 32   | Ernesto Ceresini        | 1976-1990 |
| 33   | Fulvio Ceresini         | 1990      |
| 34   | Giorgio Pedraneschi     | 1990-1996 |
| 35   | Stefano Tanzi           | 1996-2004 |
| 36   | Enrico Bondi            | 2004      |
| 37   | Guido Angiolini         | 2004-2006 |
| 38   | Enrico Bondi            | 2006-2007 |
| 39   | Tommaso Ghirardi        | 2007–2014 |
| 40   | Pietro Doca             | 2014      |
| 41   | Fabio Giordano          | 2014-2015 |
| 42   | Ermir Kodra             | 2015      |
| 43   | Giampietro Manenti      | 2015      |
| 44   | Nevio Scala             | 2015-2016 |
| 45   | Marco Ferrari           | 2016      |
| 46   | Jiang Lizhang           | 2017-2018 |
| 47   | Pietro Pizzarotti       | 2018-0000 |

### Entraîneurs
Voici la liste des entraîneurs de Parme, de la fin de la Première Guerre mondiale jusqu'à aujourd'hui.
En 2013, Nevio Scala a été élu entraîneur du siècle du club.
| N°  | Nom                  | Période   |
| --- | -------------------- | --------- |
| X   | Commission technique | 1919-1920 |
| 1er | Percy Humphrey       | 1920-1921 |
| 2e  | Adolf Riebe          | 1921-1923 |
| 3e  | Guido Ara            | 1923-1924 |
| 4e  | Arturo Gobbi         | 1924-1925 |
| 5e  | Giuseppe Forlivesi   | 1925      |
| 6e  | Carlo Achatzi        | 1925-1926 |
| 7e  | Medardo Ghini        | 1926-1927 |
| 8e  | Johan Stuardt        | 1927      |
| 9e  | Emilio Grossi        | 1927-1928 |
| 10e | Raoul Violi          | 1928-1929 |
| 11e | Emilio Grossi        | 1929-1930 |
| 12e | Armand Halmos        | 1930-1931 |
| 13e | Emilio Grossi        | 1931-1932 |
| 14e | Carlo Crotti         | 1932-1933 |
| 15e | Tito Mistrali        | 1933-1936 |
| 16e | Alfredo Mattioli     | 1936-1937 |
| 17e | Elvio Banchero       | 1937-1938 |
| 18e | Pál Szalaj           | 1938-1939 |
| 19e | József Wereb         | 1939-1940 |
| 20e | Alfredo Mattioli     | 1940-1942 |
| 21e | Italo Defendi        | 1942-1943 |
| 22e | Alfredo Mattioli     | 1943-1945 |
| 23e | Giuseppe Ferrari     | 1945-1946 |
| 24e | Renato Cattaneo      | 1946-1947 |
| 25e | Venuto Lombatti      | 1947      |
| 26e | Ricardo Frione       | 1947      |
| 27e | Tito Mistrali        | 1947      |
| 28e | Bruno Dentelli       | 1947-1948 |
| 29e | Giovanni Mazzoni     | 1948      |
| 30e | Jenő Dietrich        | 1948      |
| 31e | Renato Cattaneo      | 1948-1949 |
| 32e | Pietro Giuberti      | 1949      |
| 33e | Tito Mistrali        | 1949      |
| 34e | Giuseppe Ferrari     | 1949      |
| 35e | Venuto Lombatti      | 1949      |
| 36e | Carlo Rigotti        | 1949-1950 |

| N°  | Nom                  | Période   |
| --- | -------------------- | --------- |
| 37e | Giovanni Mazzoni     | 1950-1951 |
| 38e | Dante Boni           | 1951      |
| 39e | Alfredo Mattioli     | 1951      |
| 40e | Paolo Tabanelli      | 1951-1953 |
| 41e | Carlo Alberto Quario | 1953-1954 |
| 42e | Ivo Fiorentini       | 1954-1956 |
| 43e | Gino Giuberti        | 1956-1957 |
| 44e | Čestmír Vycpálek     | 1957-1958 |
| 45e | Guido Mazetti        | 1958-1960 |
| 46e | Mario Genta          | 1960-1962 |
| 47e | Ugo Canforini        | 1962-1963 |
| 48e | Volturno Diotallevi  | 1964      |
| 49e | Arnaldo Sentimenti   | 1963-1964 |
| 50e | Bruno Dazzi          | 1964      |
| 51e | Bruno Arcari         | 1964-1965 |
| 52e | Ivano Corghi         | 1965-1966 |
| 53e | Dante Boni           | 1966      |
| 54e | Sergio Brighenti     | 1966-1967 |
| 55e | Giancarlo Vitali     | 1967-1968 |
| 56e | Dante Boni           | 1968      |
| 57e | Benito Lorenzi       | 1968-1969 |
| 58e | Giancarlo Vitali     | 1969-1970 |
| 59e | Stefano Angeleri     | 1970-1972 |
| 60e | Antonio Soncini      | 1972      |
| 61e | Giorgio Sereni       | 1973-1974 |
| 62e | Renato Gei           | 1974-1975 |
| 63e | Giovanni Meregalli   | 1975-1976 |
| 64e | Tito Corsi           | 1976-1977 |
| 65e | Bruno Mora           | 1977      |
| 66e | Gianni Corelli       | 1977-1978 |
| 67e | Giorgio Visconti     | 1978      |
| 68e | Graziano Landoni     | 1978-1979 |
| 69e | Cesare Maldini       | 1979-1980 |
| 70e | Domenico Rosati      | 1980-1981 |
| 71e | Giorgio Sereni       | 1981      |
| 72e | Giancarlo Danova     | 1981-1983 |
| 73e | Bruno Mora           | 1983      |

| N°   | Nom                | Période   |
| ---- | ------------------ | --------- |
| 74e  | Marino Perani      | 1983-1985 |
| 75e  | Silvano Flaborea   | 1985      |
| 76e  | Pietro Carmignani  | 1985      |
| 77e  | Arrigo Sacchi      | 1985-1987 |
| 78e  | Zdeněk Zeman       | 1987      |
| 79e  | Giampieri Vitali   | 1987-1989 |
| 80e  | Nevio Scala        | 1989-1996 |
| 81e  | Carlo Ancelotti    | 1996-1998 |
| 82e  | Alberto Malesani   | 1998-2001 |
| 83e  | Arrigo Sacchi      | 2001      |
| 84e  | Renzo Ulivieri     | 2001      |
| 85e  | Daniel Passarella  | 2001      |
| 86e  | Pietro Carmignani  | 2001-2002 |
| 87e  | Cesare Prandelli   | 2002-2004 |
| 88e  | Silvio Baldini     | 2004-2005 |
| 89e  | Pietro Carmignani  | 2005      |
| 90e  | Mario Beretta      | 2005-2006 |
| 91e  | Stefano Pioli      | 2006-2007 |
| 92e  | Claudio Ranieri    | 2007      |
| 93e  | Domenico Di Carlo  | 2007-2008 |
| 94e  | Héctor Cúper       | 2008      |
| 95e  | Andrea Manzo       | 2008      |
| 96e  | Luigi Cagni        | 2008      |
| 97e  | Francesco Guidolin | 2008-2010 |
| 98e  | Pasquale Marino    | 2010-2011 |
| 99e  | Franco Colomba     | 2011-2012 |
| 100e | Roberto Donadoni   | 2012-2015 |
| 101e | Luigi Apolloni     | 2015-2016 |
| 102e | Stefano Morrone    | 2016      |
| 103e | Roberto D'Aversa   | 2016-2020 |
| 104e | Fabio Liverani     | 2020-2021 |
| 105e | Enzo Maresca       | 2021      |
| 106e | Fabio Pecchia      | 2022-2025 |
| 107e | Cristian Chivu     | 2025      |
| 108e | Carlos Cuesta      | 2025-0000 |

### Joueurs emblématiques
En 2013, l'Argentin Hernán Crespo a été élu « joueur du siècle » du club. Avec 93 buts, il est le meilleur marqueur de l'histoire du club.
L'« équipe du siècle » se compose ainsi : Gianluigi Buffon dans les buts, Antonio Benarrivo (qui a détenu le record d'apparitions, avec 258 matchs entre 1991 et 2004), Luigi Apolloni, Lorenzo Minotti et Alberto Di Chiara en défense, Marco Osio, Dino Baggio et Stefano Morrone au milieu de terrain. Enfin, en attaque, on trouve Enrico Chiesa, Hernán Crespo et Alessandro Melli.
Après sa retraite sportive, le numéro 6 a été retiré pour rendre hommage à Alessandro Lucarelli, qui détient le record d'apparitions avec le maillot de Parme. Le joueur est aussi apprécié pour être resté au club, malgré sa relégation en Serie D.
Le numéro 12 a aussi été retiré à partir de la saison 2002-2003 afin d'honorer les supporters de la Curva Nord, considérés comme étant le douzième homme sur le terrain.

### Effectif professionnel actuel
En grisé, les sélections de joueurs internationaux chez les jeunes mais n'ayant jamais été appelés aux échelons supérieurs une fois l'âge-limite dépassé ou les joueurs ayant pris leur retraite internationale.